# Łupianka Stara
Łupianka Stara – wieś w Polsce położona w województwie podlaskim, w powiecie białostockim, w gminie Łapy. Łupianka Stara leży u podnóża Gór Będziuńskich (157 m n.p.m.), 2,5 km od Narwiańskiego Parku Narodowego, na północ od Łap, na zachód od wsi Łupianka Nowa.
Sołectwo zajmuje powierzchnię 1 174 ha. 
1 sierpnia 1944 Niemcy dokonali pacyfikacji wsi. Rozstrzelano 17 osób (w tym dwie kobiety) i spalono 80% zabudowań. Przyczyną pacyfikacji była pomoc udzielana przez mieszkańców partyzantom. 
W latach 1954–1959 wieś należała i była siedzibą władz gromady Łupianka Stara, po jej zniesieniu w gromadzie Jeńki. W latach 1975–1998 miejscowość administracyjnie należała do województwa białostockiego.
W Starej Łupiance znajduje się szkoła podstawowa, do której uczęszcza około 100 dzieci. We wsi znajdują się dwa sklepy, szrot, zakład mechaniczny, tartak, stacja paliw z barem i hotelem, oddział pocztowy, dawna kopalnia gliny i kredy oraz gospodarstwo agroturystyczne. 

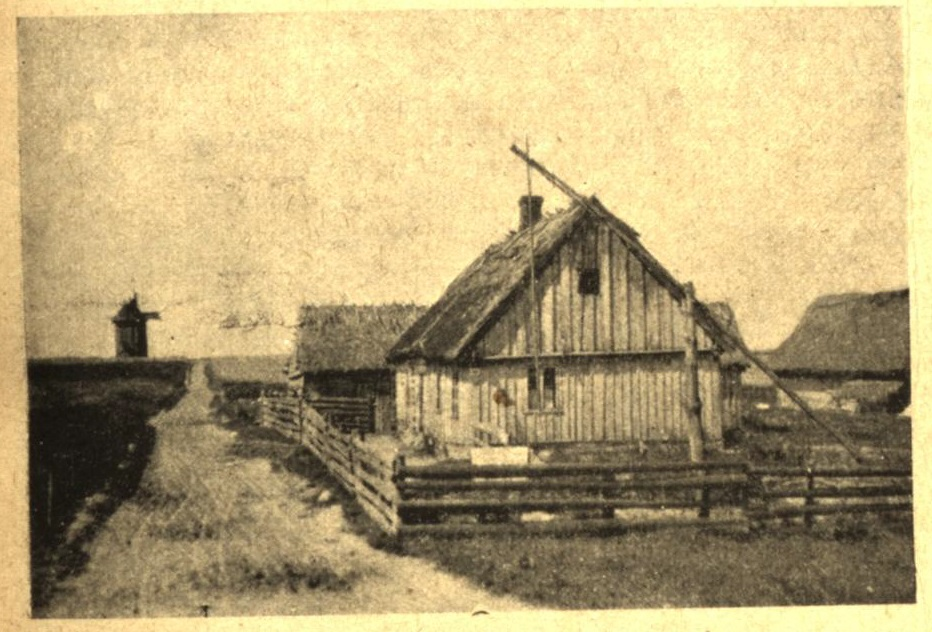
Dawna zagroda w Starej Łupiance

We wsi spotkać można jeszcze drewniane budownictwo ludowe, typowe dla osadnictwa mazowieckiego. 
Tradycją wsi jest coroczny Festyn Rodzinny, odbywający się w ostatnią niedzielę maja. Podczas imprezy odbywają się różne zawody i występy artystyczne. Istotnym punktem festynu są występy miejscowego zespołu folklorystycznego Łupinianki.
Wierni kościoła rzymskokatolickiego należą do parafii św. Michała Archanioła w Płonce Kościelnej.